# UCI ProSeries 2023
UCI ProSeries 2023 – 4. edycja cyklu wyścigów kolarskich UCI ProSeries.
W kalendarzu 4. edycji cyklu UCI ProSeries znalazło się 58 wyścigów rozgrywanych między 22 stycznia a 15 października 2023. W trakcie sezonu odwołany został wyścig Tour de La Provence.

## Kalendarz
Opracowano na podstawie:
| UCI ProSeries 2023      | UCI ProSeries 2023 | UCI ProSeries 2023                     | UCI ProSeries 2023 | UCI ProSeries 2023                                       | UCI ProSeries 2023                                     | UCI ProSeries 2023                                     | UCI ProSeries 2023 |
| Data                    | Państwo            | Wyścig                                 | Kat.               | Zwycięzca                                                | Drugie miejsce                                         | Trzecie miejsce                                        |                    |
| ----------------------- | ------------------ | -------------------------------------- | ------------------ | -------------------------------------------------------- | ------------------------------------------------------ | ------------------------------------------------------ | ------------------ |
| 22 – 29 stycznia 2023   | Argentyna          | Vuelta a San Juan                      | 2.Pro              | Filippo Ganna (Ineos Grenadiers)                         | Sergio Higuita (Bora-Hansgrohe)                        | Einer Rubio (Movistar Team)                            |                    |
| 1 – 5 lutego 2023       | Hiszpania          | Volta a la Comunitat Valenciana        | 2.Pro              | Rui Costa (Intermarché-Circus-Wanty)                     | Giulio Ciccone (Trek-Segafredo)                        | Tao Geoghegan Hart (Ineos Grenadiers)                  |                    |
| 9 – 12 lutego 2023      | Francja            | Tour de La Provence                    | 2.Pro              | odwołany                                                 |                                                        |                                                        |                    |
| 11 – 15 lutego 2023     | Oman               | Tour of Oman                           | 2.Pro              | Matteo Jorgenson (Movistar Team)                         | Mauri Vansevenant (Soudal Quick-Step)                  | Geoffrey Bouchard (AG2R Citroën Team)                  |                    |
| 12 lut                  | Hiszpania          | Clásica de Almería                     | 1.Pro              | Matteo Moschetti (Q36.5 Pro Cycling Team)                | Arnaud De Lie (Lotto Dstny)                            | Jordi Meeus (Bora-Hansgrohe)                           |                    |
| 15 – 19 lutego 2023     | Hiszpania          | Vuelta a Andalucía                     | 2.Pro              | Tadej Pogačar (UAE Team Emirates)                        | Mikel Landa (Bahrain Victorious)                       | Santiago Buitrago (Bahrain Victorious)                 |                    |
| 15 – 19 lutego 2023     | Portugalia         | Volta ao Algarve                       | 2.Pro              | Daniel Felipe Martínez (Ineos Grenadiers)                | Filippo Ganna (Ineos Grenadiers)                       | Ilan Van Wilder (Soudal Quick-Step)                    |                    |
| 25 lut                  | Francja            | Classic de l’Ardèche                   | 1.Pro              | Julian Alaphilippe (Soudal Quick-Step)                   | David Gaudu (Groupama-FDJ)                             | Mattias Skjelmose (Trek-Segafredo)                     |                    |
| 26 lut                  | Belgia             | Kuurne-Bruksela-Kuurne                 | 1.Pro              | Tiesj Benoot (Jumbo-Visma)                               | Nathan Van Hooydonck (Jumbo-Visma)                     | Matej Mohorič (Bahrain Victorious)                     |                    |
| 26 lut                  | Francja            | La Drôme Classic                       | 1.Pro              | Anthony Perez (Cofidis)                                  | Rui Costa (Intermarché-Circus-Wanty)                   | Andrea Bagioli (Soudal Quick-Step)                     |                    |
| 1 mar                   | Włochy             | Trofeo Laigueglia                      | 1.Pro              | Nans Peters (AG2R Citroën Team)                          | Andrea Vendrame (AG2R Citroën Team)                    | Alessandro Covi (UAE Team Emirates)                    |                    |
| 15 mar                  | Włochy             | Mediolan-Turyn                         | 1.Pro              | Arvid de Kleijn (Tudor Pro Cycling Team)                 | Fernando Gaviria (Movistar Team)                       | Casper van Uden (Team DSM)                             |                    |
| 15 mar                  | Belgia             | Nokere Koerse                          | 1.Pro              | Tim Merlier (Soudal Quick-Step)                          | Edward Theuns (Trek-Segafredo)                         | Milan Menten (Lotto Dstny)                             |                    |
| 16 mar                  | Francja            | Grand Prix de Denain                   | 1.Pro              | Juan Sebastián Molano (UAE Team Emirates)                | Tim van Dijke (Jumbo-Visma)                            | Timo Kielich (Alpecin-Deceuninck)                      |                    |
| 17 mar                  | Belgia             | Bredene Koksijde Classic               | 1.Pro              | Gerben Thijssen (Intermarché-Circus-Wanty)               | Pascal Ackermann (UAE Team Emirates)                   | Sam Welsford (Team DSM)                                |                    |
| 26 mar                  | Włochy             | GP Industria & Artigianato di Larciano | 1.Pro              | Ben Healy (EF Education-EasyPost)                        | Amanuel Ghebreigzabhier (Trek-Segafredo)               | Mark Stewart (Bolton Equities Black Spoke Pro Cycling) |                    |
| 1 kwi                   | Hiszpania          | Grand Prix Miguel Indurain             | 1.Pro              | Ion Izagirre (Cofidis)                                   | Sergio Higuita (Bora-Hansgrohe)                        | Mattias Skjelmose (Trek-Segafredo)                     |                    |
| 5 kwi                   | Belgia             | Scheldeprijs                           | 1.Pro              | Jasper Philipsen (Alpecin-Deceuninck)                    | Sam Welsford (Team DSM)                                | Mark Cavendish (Astana Qazaqstan Team)                 |                    |
| 12 kwi                  | Belgia             | Brabantse Pijl                         | 1.Pro              | Dorian Godon (AG2R Citroën Team)                         | Ben Healy (EF Education-EasyPost)                      | Benoît Cosnefroy (AG2R Citroën Team)                   |                    |
| 17 – 21 kwietnia 2023   | Włochy             | Tour of the Alps                       | 2.Pro              | Tao Geoghegan Hart (Ineos Grenadiers)                    | Hugh Carthy (EF Education-EasyPost)                    | Jack Haig (Bahrain Victorious)                         |                    |
| 6 maj                   | Francja            | Grand Prix du Morbihan                 | 1.Pro              | Arnaud De Lie (Lotto Dstny)                              | Romain Grégoire (Groupama-FDJ)                         | Rasmus Tiller (Uno-X Pro Cycling Team)                 |                    |
| 7 maj                   | Francja            | Tro Bro Leon                           | 1.Pro              | Giacomo Nizzolo (Israel-Premier Tech)                    | Arnaud De Lie (Lotto Dstny)                            | Nils Eekhoff (Team DSM)                                |                    |
| 10 – 14 maja 2023       | Węgry              | Tour de Hongrie                        | 2.Pro              | Marc Hirschi (UAE Team Emirates)                         | Ben Tulett (Ineos Grenadiers)                          | Yannis Voisard (Tudor Pro Cycling Team)                |                    |
| 16 – 21 maja 2023       | Francja            | Quatre Jours de Dunkerque              | 2.Pro              | Romain Grégoire (Groupama-FDJ)                           | Kasper Asgreen (Soudal Quick-Step)                     | Cees Bol (Astana Qazaqstan Team)                       |                    |
| 25 – 28 maja 2023       | Francja            | Boucles de la Mayenne                  | 2.Pro              | Oier Lazkano (Movistar Team)                             | Arnaud Démare (Groupama-FDJ)                           | Axel Zingle (Cofidis)                                  |                    |
| 26 – 29 maja 2023       | Norwegia           | Tour of Norway                         | 2.Pro              | Ben Tulett (Ineos Grenadiers)                            | Magnus Sheffield (Ineos Grenadiers)                    | Thibau Nys (Trek-Segafredo)                            |                    |
| 4 cze                   | Belgia             | Brussels Cycling Classic               | 1.Pro              | Arnaud Démare (Groupama-FDJ)                             | Tobias Lund Andresen (Team DSM)                        | Jordi Meeus (Bora-Hansgrohe)                           |                    |
| 7 – 11 czerwca 2023     | Holandia           | ZLM Tour                               | 2.Pro              | Olav Kooij (Jumbo-Visma)                                 | Sam Welsford (Team DSM)                                | Nils Eekhoff (Team DSM)                                |                    |
| 10 cze                  | Belgia             | Dwars door het Hageland                | 1.Pro              | Rasmus Tiller (Uno-X Pro Cycling Team)                   | Stan Van Tricht (Soudal Quick-Step)                    | Florian Vermeersch (Lotto Dstny)                       |                    |
| 13 cze                  | Francja            | Mont Ventoux Dénivelé Challenge        | 1.Pro              | Lenny Martinez (Groupama-FDJ)                            | Michael Woods (Israel-Premier Tech)                    | Simon Carr (EF Education-EasyPost)                     |                    |
| 14 – 18 czerwca 2023    | Belgia             | Baloise Belgium Tour                   | 2.Pro              | Mathieu van der Poel (Alpecin-Deceuninck)                | Søren Wærenskjold (Uno-X Pro Cycling Team)             | Casper Pedersen (Soudal Quick-Step)                    |                    |
| 14 – 18 czerwca 2023    | Słowenia           | Dirka po Sloveniji                     | 2.Pro              | Filippo Zana (Team Jayco AlUla)                          | Matej Mohorič (Bahrain Victorious)                     | Diego Ulissi (UAE Team Emirates)                       |                    |
| 9 – 16 lipca 2023       | Chiny              | Tour of Qinghai Lake                   | 2.Pro              | Henok Mulubrhan (Green Project-Bardiani CSF-Faizanè)     | Eric Fagundez (Burgos-BH)                              | Davide Baldaccini (Team Corratec-Selle Italia)         |                    |
| 22 – 26 lipca 2023      | Belgia             | Tour de Wallonie                       | 2.Pro              | Filippo Ganna (Ineos Grenadiers)                         | Joshua Tarling (Ineos Grenadiers)                      | Brent Van Moer (Lotto Dstny)                           |                    |
| 15 – 19 sierpnia 2023   | Hiszpania          | Vuelta a Burgos                        | 2.Pro              | Primož Roglič (Jumbo-Visma)                              | Aleksandr Własow (Bora-Hansgrohe)                      | Adam Yates (UAE Team Emirates)                         |                    |
| 15 – 19 sierpnia 2023   | Dania              | Danmark Rundt                          | 2.Pro              | Mads Pedersen (Lidl-Trek)                                | Mattias Skjelmose (Lidl-Trek)                          | Magnus Cort Nielsen (EF Education-EasyPost)            |                    |
| 17 – 20 sierpnia 2023   | Norwegia           | Arctic Race of Norway                  | 2.Pro              | Stephen Williams (Israel-Premier Tech)                   | Christian Scaroni (Astana Qazaqstan Team)              | Kevin Vermaerke (Team DSM-Firmenich)                   |                    |
| 23 – 27 sierpnia 2023   | Niemcy             | Deutschland Tour                       | 2.Pro              | Ilan Van Wilder (Soudal Quick-Step)                      | Felix Großschartner (UAE Team Emirates)                | Danny van Poppel (Bora-Hansgrohe)                      |                    |
| 3 wrz                   | Stany Zjednoczone  | Maryland Cycling Classic               | 1.Pro              | Mattias Skjelmose (Lidl-Trek)                            | Neilson Powless (EF Education-EasyPost)                | Hugo Houle (Israel-Premier Tech)                       |                    |
| 3 – 10 września 2023    | Wielka Brytania    | Tour of Britain                        | 2.Pro              | Wout van Aert (Jumbo-Visma)                              | Tobias Halland Johannessen (Uno-X Pro Cycling Team)    | Damien Howson (Q36.5 Pro Cycling Team)                 |                    |
| 10 wrz                  | Francja            | Grand Prix de Fourmies                 | 1.Pro              | Tim Merlier (Soudal Quick-Step)                          | Gerben Thijssen (Intermarché-Circus-Wanty)             | Matteo Moschetti (Q36.5 Pro Cycling Team)              |                    |
| 13 wrz                  | Belgia             | Grand Prix de Wallonie                 | 1.Pro              | Gonzalo Serrano (Movistar Team)                          | Dylan Teuns (Israel-Premier Tech)                      | Jasper De Buyst (Lotto Dstny)                          |                    |
| 14 wrz                  | Włochy             | Coppa Sabatini                         | 1.Pro              | Marc Hirschi (UAE Team Emirates)                         | Pawieł Siwakow (Ineos Grenadiers)                      | Tadej Pogačar (UAE Team Emirates)                      |                    |
| 14 – 17 września 2023   | Chiny              | Tour of Taihu Lake                     | 2.Pro              | George Jackson (Bolton Equities Black Spoke Pro Cycling) | Enrico Zanoncello (Green Project-Bardiani CSF-Faizanè) | Jarne Van De Paar (Lotto Dstny)                        |                    |
| 16 wrz                  | Belgia             | Primus Classic                         | 1.Pro              | Mathieu van der Poel (Alpecin-Deceuninck)                | Anthony Turgis (TotalEnergies)                         | Florian Vermeersch (Lotto Dstny)                       |                    |
| 20 – 24 września 2023   | Luksemburg         | Tour de Luxembourg                     | 2.Pro              | Marc Hirschi (UAE Team Emirates)                         | Brandon McNulty (UAE Team Emirates)                    | Ben Healy (EF Education-EasyPost)                      |                    |
| 23 – 30 września 2023   | Malezja            | Tour de Langkawi                       | 2.Pro              | Simon Carr (EF Education-EasyPost)                       | Jefferson Alexander Cepeda (EF Education-EasyPost)     | Pablo Castrillo (Equipo Kern Pharma)                   |                    |
| 28 wrz                  | Belgia             | Tour de l’Eurométropole                | 1.Pro              | Arnaud De Lie (Lotto Dstny)                              | Rasmus Tiller (Uno-X Pro Cycling Team)                 | Corbin Strong (Israel-Premier Tech)                    |                    |
| 30 wrz                  | Włochy             | Giro dell’Emilia                       | 1.Pro              | Primož Roglič (Jumbo-Visma)                              | Tadej Pogačar (UAE Team Emirates)                      | Simon Yates (Team Jayco AlUla)                         |                    |
| 2 paź                   | Włochy             | Coppa Bernocchi                        | 1.Pro              | Wout van Aert (Jumbo-Visma)                              | Vincenzo Albanese (Eolo-Kometa)                        | Andrea Bagioli (Soudal Quick-Step)                     |                    |
| 3 paź                   | Niemcy             | Münsterland Giro                       | 1.Pro              | Per Strand Hagenes (Jumbo-Visma)                         | Kaden Groves (Alpecin-Deceuninck)                      | Mads Pedersen (Lidl-Trek)                              |                    |
| 3 paź                   | Włochy             | Tre Valli Varesine                     | 1.Pro              | Ilan Van Wilder (Soudal Quick-Step)                      | Richard Carapaz (EF Education-EasyPost)                | Aleksandr Własow (Bora-Hansgrohe)                      |                    |
| 5 paź                   | Włochy             | Giro del Piemonte                      | 1.Pro              | Andrea Bagioli (Soudal Quick-Step)                       | Marc Hirschi (UAE Team Emirates)                       | Alex Aranburu (Movistar Team)                          |                    |
| 5 – 9 października 2023 | Chiny              | Tour of Hainan                         | 2.Pro              | Óscar Sevilla (Medellín-EPM)                             | Sebastian Berwick (Israel-Premier Tech)                | James Piccoli (China Glory Continental Cycling Team)   |                    |
| 8 paź                   | Francja            | Paryż-Tours                            | 1.Pro              | Riley Sheehan (Israel-Premier Tech)                      | Lewis Askey (Groupama-FDJ)                             | Tobias Halland Johannessen (Uno-X Pro Cycling Team)    |                    |
| 11 paź                  | Włochy             | Giro del Veneto                        | 1.Pro              | Dorian Godon (AG2R Citroën Team)                         | Tobias Halland Johannessen (Uno-X Pro Cycling Team)    | Florian Vermeersch (Lotto Dstny)                       |                    |
| 15 paź                  | Japonia            | Japan Cup                              | 1.Pro              | Rui Costa (Intermarché-Circus-Wanty)                     | Felix Engelhardt (Team Jayco AlUla)                    | Guillaume Martin (Cofidis)                             |                    |
| 15 paź                  | Włochy             | Veneto Classic                         | 1.Pro              | Davide Formolo (UAE Team Emirates)                       | Marc Hirschi (UAE Team Emirates)                       | Filippo Zana (Team Jayco AlUla)                        |                    |